# Институт глазных болезней и тканевой терапии имени В. П. Филатова НАМН Украины
Институ́т глазны́х боле́зней и тка́невой терапи́и имени академика В. П. Филатова Национальной академии медицинских наук Украины — крупнейший в Одессе и на Украине, один из ведущих в Европе офтальмологических центров. Основан в 1936 году известным офтальмологом В. П. Филатовым.

## История
Дата создания Института — 4 апреля 1936 года.
1936 г. — Институт экспериментальной офтальмологии.
1942 г. — Украинский экспериментальный Институт глазных болезней.
1945 г. — Институту присвоено имя академика В. П. Филатова.
1956 г. — Украинский научно-исследовательский экспериментальный институт глазных болезней и тканевой терапии им. акад. В. П. Филатова.
1966 г. — Одесский научно-исследовательский институт глазных болезней и тканевой терапии им. акад. В. П. Филатова.
1986 г. — Одесский ордена Трудового Красного знамени научно-исследовательский Институт глазных болезней и тканевой терапии им. акад. В. П. Филатова.
1992 г. — Украинский научно-исследовательский институт глазных болезней и тканевой терапии им. акад. В. П. Филатова.
1993 г. — Институт подчинён Академии медицинских наук Украины.
1993 г. — Институт глазных болезней и тканевой терапии им. В. П. Филатова Академии медицинских наук Украины.
2012 г. — Государственное учреждение «Институт глазных болезней и тканевой терапии им. В. П. Филатова Национальной академии медицинских наук Украины».

## Корпуса и кампуса

### Главный корпус
Главный корпус института им. В. П. Филатова был построен в 1939 году (достроен в послевоенные годы), в том же году Институт переехал на Французский (в то время — Пролетарский) бульвар (до этого времени институт располагался на территории Второй клинической больницы города Одесса). Трёхэтажный главный корпус имеет конфигурацию здания в виде буквы «Г». На первом этаже располагаются организационно-методический отдел, клинико- диагностическая лаборатория, лаборатория электронной микроскопии, отдел кадров, канцелярия, детское отделение, буфет. На втором этаже расположено отделения посттравматической патологии глаз, а также располагается административная часть — кабинеты директора института, заместителей директора, учёного секретаря, специализированный совет, отдел научно-медицинской информации, организационно-методический отдел. На третьем этаже — отделение патологии роговицы глаз, отделение послеожоговой патологии глаз, а также малый конференц-зал.

### Хирургический корпус
Трёхэтажное здание, построенное в 1961 году. На первом этаже и (частично) на втором этаже — отделение офтальмоонкологии, на третьем и (частично) на втором этаже — отделение воспалительной патологии глаза.

### Консультативная поликлиника
Здание поликлиники построено в 1952 году. В состав консультативной поликлиники входят 27 кабинетов, 10 из них — кабинеты профильных отделов Института: офтальмоэндокринологии и глаукомы, патологии роговицы глаз, воспалительной патологии глаз, витреоретинальной и лазерной хирургии, патологии хрусталика, посттравматической патологии глаза, послеожоговой патологии глаза, офтальмопатологии детского возраста, офтальмоонкологии, лазерной микрохирургии глаза.

### Лабораторный корпус
Лабораторный корпус представляет собой шестиэтажное здание, построенное в 1976 году. На первом этаже находится кинофотолаборатория; на втором — лаборатория функциональных методов исследования органа зрения, учебные помещения и кафедра Одесского Национального медицинского университета; на третьем — отделение изучения биологического действия и применения лазеров в офтальмологии; на четвёртом — лаборатория микробиологии и лаборатория применения ультразвука и электромагнитных излучений в экспериментальной и клинической офтальмологии; на пятом — лаборатория патоморфологии и консервации тканей; на шестом — лаборатория биохимии и лаборатория фармакологии и тканевой терапии. Лабораторный корпус имеет двухэтажную пристройку, построенную в 1984 году, на первом этаже которой расположен архив, статистический отдел, редакция журнала «Офтальмологический журнал», на втором — библиотека и музей им. В. П. Филатова. В этом же здании находится большой конференц-зал, способный вместить 700 человек.

### Лечебный корпус
Строительство началось в 1990е годы. Достроен в 2017—2022 годы.
На первом этаже расположены приёмное отделение, клинико- диагностическая и иммунологическая лаборатории.
На втором этаже располагается отделение офтальмопатологии детского возраста.
На третьем этаже располагается отделение глаукомы и патологии хрусталика.
На четвёртом этаже располагается отделение витреоретинальной и лазерной хирургии.
На пятом этаже располагается отделение изучения биологического действия и применения лазеров в офтальмологии.
На шестом этаже располагается операционный блок.

### Библиотека
Научная библиотека института им. В. П. Филатова была основана в 1946 году. Первые книги и журналы были подарены Владимиром Петровичем Филатовым. На данный момент фонд библиотеки насчитывает более 78,3 тыс. единиц — это книги, журналы, диссертации, авторефераты диссертаций, методические рекомендации по офтальмологии и смежным областям науки. Справочно-библиографический аппарат включает алфавитный и систематический каталоги, картотеки периодических изданий, новых поступлений, персоналий. Фонд библиотеки включает 14-томное руководство «System of Ophthalmology» Стюарта Дюка-Элдера (всего вышло 15 томов), 7-томное руководство по офтальмологии Kарла Вельхагена (всего вышло 11 томов), переиздания сочинений Альбрехта фон Грефе c 1890 года, номера журналов «Zentralblatt für die gesamte Ophthalmologie» с 1914 года, «Excerpta medica. Section 12, Ophthalmology» c 1947 года, «Klinische Monatsblätter für Augenheilkunde» c 1910 года, «Вестник офтальмологии» с 1884 года, «Офтальмологический журнал» с 1946 года. В фонде библиотеки широко представлены сборники отечественных и зарубежных офтальмологических съездов и конференций.

### Музейно-выставочный комплекс им. академика В. П. Филатова
В комплекс входят Кабинет-музей академика Владимира Петровича Филатова в главном корпусе, мемориальный Дом-музей по адресу: Французский бульвар, 53, — дом, в котором жил академик В. П. Филатов. А также музей, находящийся на втором этаже пристройки лабораторного корпуса. В музейно-выставочном комплексе представлены экспозиции, рассказывающие о жизни и деятельности великого учёного-офтальмолога академика В. П. Филатова, о развитии одесской офтальмологической школы и офтальмологической науки. Экспозиция содержит уникальные фотографии, рукописи, письма, раритетные издания, личные вещи и живопись Владимира Петровича Филатова. В музейно-выставочном комплексе проводятся вечера памяти академика В. П. Филатова, торжественные мероприятия, встречи.

### Виварий
Одноэтажный корпус, построенный ещё в 1936 году, в котором содержат и разводят животных (кроликов, крыс, мышей) для проведения лабораторно-экспериментальных и научно-исследовательских работ.

### Общежитие
Пятиэтажное здание, построенное в 1973 году непосредственно на территории института. Для иногородних и иностранных аспирантов, интернов, ординаторов предоставляются комнаты в общежитии.

## Институты и факультеты
На базе Института им. В. П. Филатова функционируют аспирантура, клиническая ординатура и монотематическое усовершенствование офтальмологов на курсах информации и стажировка.

### Аспирантура
С 1949 года в институте им. В. П. Филатова функционирует аспирантура, в которой за годы существования прошли обучение более 120 специалистов, включая более 40 иностранных граждан из 17 стран мира (Болгария, Вьетнам, Куба, Иордания, Сирия, Палестина, Индия, Гана, Йемен, Перу, Греция, Афганистан, Марокко, Ливан, Ирак, Иран и др.). Приём в аспирантуру (очная форма — срок обучения — 3 года, заочная форма — 4 года) осуществляется на конкурсной основе при наличии 2 лет практической работы по специальности после окончания интернатуры. Вступительные экзамены (по специальности, философии и иностранному языку) сдают в сентябре текущего года, начало занятий с 1 ноября.

### Клиническая ординатура
В институте работает с 1946 года. За этот период в ней прошли обучение более 220 врачей-офтальмологов. Обучение в клинической ординатуре (только очная форма) длится в течение двух лет, приём осуществляется на конкурсной основе, вступительный экзамен по специальности «Офтальмология» проводится в июне текущего года, начало занятий с 1 сентября.
Обучение иностранных граждан в клинической ординатуре и аспирантуре осуществляется на контрактной основе, срок обучения 2-3-4 года, начало занятий оговаривается контрактом.

### Курсы повышения квалификации
На базе ГУ «Институт глазных болезней и тканевой терапии им. В. П. Филатова НАМН Украины» проводится монотематичное усовершенствование офтальмологов на курсах информации и стажировки по тематикам:
Название цикла (на 2012—2013 гг.)
- Методы ранней диагностики и лечения глаукомы.
- Диагностика и лечение поражений органа зрения при эндокринных нарушениях.
- Воспалительные, дистрофические, аллергические заболевания конъюнктивы и роговицы. Диагностика и лечение.
- Диагностика и лечение увеитов различной этиологии.
- Диагностика и лечение отслойки сетчатой оболочки глаза.
- Диагностика и лечение травм и ожогов глаз и их последствий.
- Детская офтальмопатология. Современные методы хирургического лечения катаракты у детей.
- Актуальные вопросы офтальмоонкологии.
- Нарушения бинокулярного зрения при различных видах рефракции и методы его восстановления.
- Оптометрия и контактная коррекция зрения.
- Электрофизиологические методы исследования в офтальмологии.
- Применение лазеров в офтальмологии.
- Ультразвуковые методы диагностики глазной патологии.
- Оптическая когерентная томография в диагностике глазных заболеваний.
- Физиотерапевтические методы лечения в офтальмологии.
- Цикл лекций с практическими занятиями: «Лазеры в офтальмологии».
- Мастер-класс «Интравитреальная терапия».
- Мастер-класс «Применение системы „Trabectome“ у больных с глаукомой и катарактой».

Курсы проводятся в течение двух недель.

## Директора
1. Филатов, Владимир Петрович — c 1936 по 1956 гг. Основатель института.
2. Пучковская, Надежда Александровна — с 1956 по 1985 гг.
3. Логай, Иван Михайлович — с 1985 по 2003 гг.
4. Пасечникова, Наталия Владимировна — с 2004 по настоящее время[10].

### Научная
Заключается в исследовании патогенеза глазных заболеваний и разработке новых методов лечения глазных заболеваний, подготовке научных кадров. На базе Института действует специализированный учёный совет по защите кандидатских и докторских диссертаций по специальности «Офтальмология».

### Организационно-методическая
Состоит в организации и проведении научно-практических конференций, сборе и анализе статистической информации о глазной заболеваемости населения Украины, обучении специалистов-офтальмологов всех уровней. На базе Института расположена кафедра глазных болезней Одесского медицинского университета, проводится обучение врачей-интернов, клинических ординаторов, очных и заочных аспирантов. Также проводится тематическое повышение квалификации уже состоявшихся специалистов по всем разделам офтальмологии.
Один раз в четыре года в мае месяце на базе Института проходит Съезд офтальмологов Украины. В 2010 году проходил XII съезд. «Филатовские чтения» — научно-практическая конференция, которая проводится в Институте ежегодно (кроме лет проведения Съезда). Также ежегодно Институт организует Межобластную научно-практическую конференцию, которая проводится в одном из регионов Украины. В 2011 году такая конференция проводилась в г. Луганске, в 2012 г. проведена в г. Ужгород.
В сентябре 2020 года впервые межобластная конференция была проведена в виде телемоста Одесса-Тернополь .

### Клиническая
Включает проведение лечения пациентов со всеми глазными заболеваниями любой сложности. Ежегодно в Институте выполняется более 16 000 оперативных вмешательств, более 100 000 консультаций.

### Информационная
В марте 2020 был организован неофициальный ютуб-канал «Королевские чтения» для информирования специалистов 
В апреле 2020 был организован официальный ютуб-канал «Інститут Філатова» для информирования широкой аудитории 

## Достижения
- В 2006 году на базе института проходил XI Съезд офтальмологов Украины[1].
- В 2010 году на базе института проходил XII Съезд офтальмологов Украины.
- В 2020 году в институте была проведена уникальная операция, в ходе которой была удалена внутриглазная гемангиома хориоидеи большого размера, в результате чего удалось спасти глаз 21-летней пациентке[значимость факта?].

## Фильмы
- В 1971 году Одесская киностудия выпустила художественный фильм «Синее небо» (режиссёр: Марк Толмачёв, сценарист: Игорь Неверов, оператор: Фёдор Сильченко) — о начале лазерной эры в медицине, а именно в офтальмологии[11]. Действие происходит в стенах Института глазных болезней. Прообразом главного героя — врача Андрея Тарана, послужил профессор Леонид Андреевич Линник, который в 1963 году впервые в мире применил лазерное излучение для коагуляции сетчатки.
- В 2007 году в здании поликлиники снимались сцены сериала «Ликвидация», а в 2009 году — сериала «Женить Казанову».
- В 2012 году снят документальный фильм из цикла «Сокровище нации» ГОРОД ПРОЗРЕНИЯ

## Награды и репутация
В 1978 году коллективу Института в составе: академик Н. А. Пучковская, проф. Н. С. Шульгина, проф. Г. В. Легеза и канд. мед. наук В. П. Непомнящая за изучение патогенеза ожегов глаз, разработку методов лечения ожегов глаз и их последствий была присвоена Государственная премия Украинской ССР в области науки и техники.
10 апреля 1986 года Институт имени В. П. Филатова награждён Орденом Трудового Красного Знамени.
В 2012 году коллективу Института в составе: член-корр. НАМН Украины Пасечникова Н.В., проф. Науменко В. А. и д.мед.н. Уманец Н. Н. за исследование «Применение высокочастотной электросварки биологических тканей в витреоретинальной хирургии» Европейским обществом специалистов по сетчатке «EURETINA» была присуждена II-я премия «Euretina. Innovation Awards».